# Ludwig Diem
Ludwig Diem (* 15. Juli 1882; † 16. Januar 1978) war ein deutscher Arzt und Ärztefunktionär.
Ludwig Diem wurde 1882 als Sohn einer Arztfamilie geboren. Nach dem Abitur am Humanistischen Gymnasium Würzburg studierte er in Würzburg Medizin und wurde am 14. Dezember 1906 zum Dr. med. promoviert. 1910 ließ er sich in Marktbreit als Praktischer Arzt nieder und übernahm zusätzlich die Leitung des dortigen Kreiskrankenhauses über einen Zeitraum von 40 Jahren. 1920 wurde er zum Vorsitzenden des Ärztlichen Bezirksverbandes Unterfranken und 1927 in den Vorstand der Bayerischen Landesärztekammer gewählt, dem er – mit Ausnahme der Jahre 1935 bis 1945 – bis 1962 angehörte. Diem hatte nach 1945 als Vorsitzender der Ärztekammer Mainfranken und 1. Vorsitzender der Kassenärztlichen Vereinigung Bayerns (Bezirksstelle Unterfranken) maßgeblichen Anteil am Wiederaufbau der ärztlichen Selbstverwaltung in seiner Heimat.
1958 wurde Ludwig Diem mit der Paracelsus-Medaille der deutschen Ärzteschaft ausgezeichnet.

## Werke (Auswahl)
- Geschichte der Würzburger Ärztehäuser. Würzburg : Ärztlicher Bezirksverband Unterfranken, 1965
- Aus meinen Marktbreiter Jahren. Marktbreit : Gress, 1977